# Gaëtan Bong
Gaëtan Bong (Sakbayeme, 25 de abril de 1988), é um futebolista camaronês que atua como zagueiro. Atualmente, está sem clube.

## Carreira
Gaëtan Bong começou a carreira no Metz.

## Títulos
Metz
- Ligue 2: 2006–07[1]

Olympiakos
- Superliga Grega: 2013–14[1]